# Synagoge (Ettlingen)

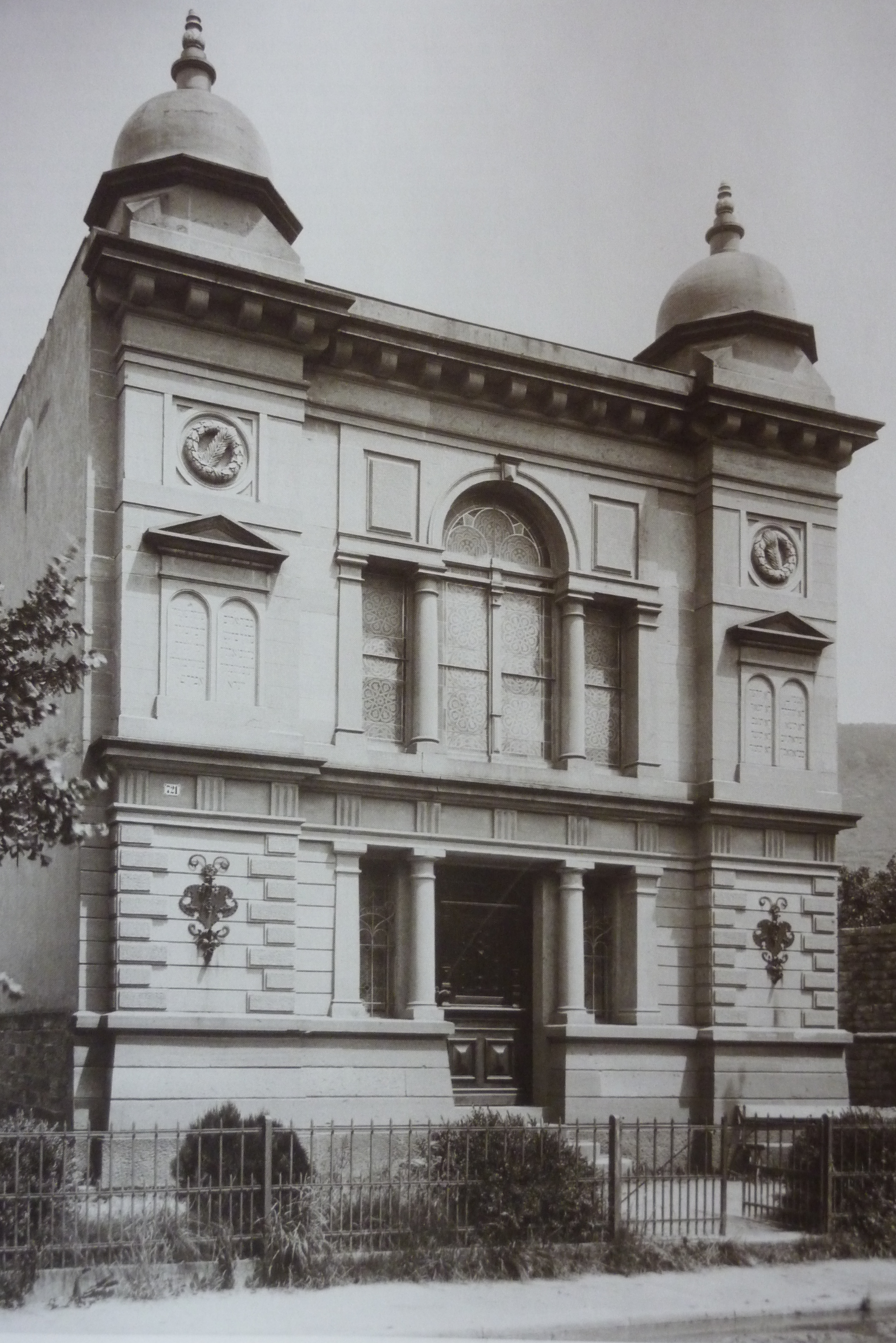
Synagoge in Ettlingen, um 1895

Die Synagoge in Ettlingen, einer Stadt im Landkreis Karlsruhe in Baden-Württemberg, wurde 1888/89 errichtet und 1938 zerstört.

## Geschichte
In Ettlingen lebten bereits im 14. Jahrhundert Juden. Über ihre Einrichtungen in dieser Zeit ist nichts überliefert. Über einen Betsaal der jüdischen Gemeinde Ettlingen liegen erst Mitte des 18. Jahrhunderts Informationen vor. 1742 besaß sie einen Betsaal in der Albstraße 31/Ecke Färbergasse (Judengasse).
In den Jahren 1848/49 richtete die jüdische Gemeinde eine Synagoge in einem alten Gerberhäuschen ein, das sich gegenüber dem Pfarrhaus St. Martin befand. Für die steigende Mitgliederzahl der jüdischen Gemeinde wurde die Synagoge zu klein, weshalb ein Neubau beschlossen wurde. Die Pläne für die 1888/89 erbaute Synagoge in der heutigen Pforzheimer Straße 33 entwarf der spätere Stadtbaumeister Alexander Kiefer.
Am 6. Oktober 1889 wurde die Synagoge durch Rabbiner Baruch Mayer, der Bezirksrabbiner in Bühl war, ihrer Bestimmung übergeben.

## Architektur
Der Werksteinbau wies Stilelemente der Renaissance auf. Die Fassade besaß eine vertikale Dreiteilung, indem zwei mit Kuppeldächern versehene Eckrisalite den Mittelteil einrahmten. Die Eckrisalite, mit hervorgehobenen Eckquadern im Erdgeschoss, trugen im Obergeschoss je zwei Schrifttafeln, auf denen Gebotstafeln und Psalmen in hebräischer Schrift vorhanden waren. Das Eingangsportal führte in eine Vorhalle, von der man in den für Männer vorbehaltenen Betsaal kam. Auf der linken Seite der Vorhalle führte eine Treppe zu den Frauenemporen. An der Stirnseite befand sich der Toraschrein und davor die erhöht stehende Bima. Das große dreigeteilte Fassadenfenster und ein vierteiliges Fenster über dem Toraschrein erhellten den relativ kleinen Raum. Die Synagoge hatte eine Breite von 8,5 Meter und eine Länge von etwa 10 Metern und war niedriger als die benachbarten Wohnhäuser.

## Zeit des Nationalsozialismus
Während der Novemberpogrome 1938 wurde die Synagoge von Westwallarbeitern in Brand gesteckt. Die Ruine musste auf Kosten der jüdischen Gemeinde 1939 abgetragen werden und danach kaufte die Stadt Ettlingen das Grundstück, auf dem nach 1945 ein Wohn- und Geschäftshaus errichtet wurde.

## Gedenken
Im Jahr 1966 wurde eine Gedenktafel zur Erinnerung an die Synagoge an dem Haus angebracht. Diese wurde durch eine neue Tafel mit der Ansicht der Synagoge ersetzt.